# Ecorregión de agua dulce Tramandaí-Mampituba
La ecorregión de agua dulce Tramandaí-Mampituba (codificada con el número 335) es una georregión ecológica acuática continental situada en el centro-este de América del Sur. Se la incluye en la ecozona Neotropical. Sus biotopos presentan aguas térmicamente subtropicales.

## Distribución

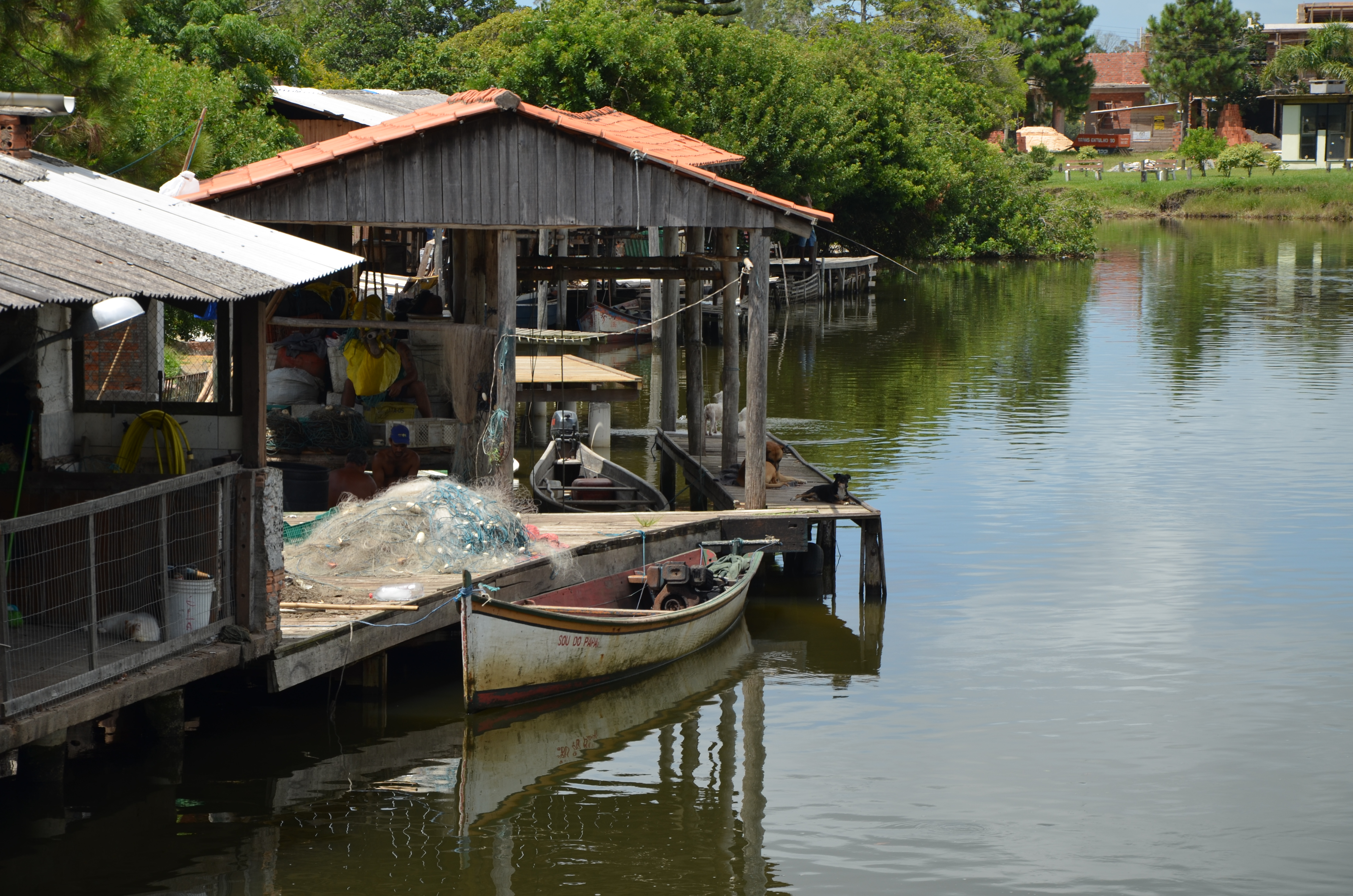
Puente Dos Camarões sobre el río Tramandaí; ecorregión de agua dulce Tramandaí-Mampituba.

Se distribuye de manera exclusiva en el sur del Brasil. Su nombre refiere a los dos principales cursos fluviales que captan las cuencas hidrográficas que abarca: el río Tramandaí y el río Mampituba en el nordeste del estado de Río Grande del Sur; también incluye la cuenca del río Araranguá en el sur del estado de Santa Catarina y otros menores.
Se ubica recostada y paralela al océano Atlántico, al cual vierten sus excesos hídricos la totalidad de los cuerpos acuáticos que la integran.

## Endemismo
El grado de endemismo de la ecorregión de agua dulce Tramandaí-Mampituba es acentuado. Hasta mediados de 2015 se habían descrito 23 especies de peces que eran exclusivos de esta unidad biogeográfica. Entre estos se encuentran carácidos, como Cyanocharax itaimbe, Deuterodon stigmaturus, Odontostoechus lethostigmus, Mimagoniates rheocharis y una especie del género Astyanax: A. douradilho; loricáridos, como Rineloricaria maquinensis, R. aequalicuspis, Pareiorhaphis nudulus, P. hypselurus y 3 especies de Epactionotus; entre los restantes siluriformes, una especie del género Microglanis: M. cibelae; una especie del género Ituglanis: I. boitata, una especie del género Rhamdella: R. zelimai; entre los anabléptidos, una especie del género Jenynsia: J. unitaenia, etc.